# Rejon bałcki
Rejon bałcki – była jednostka administracyjna wchodząca w skład obwodu odeskiego Ukrainy.
Rejon utworzony w 1944, ma powierzchnię 1317 km² i liczy około 49 tysięcy mieszkańców. Siedzibą władz rejonu jest Bałta.
Na terenie rejonu znajdują się 1 miejska rada i 24 silskie rady, obejmujące w sumie 41 wsi.

## Miejscowości rejonu
- (Акулинівка)
- (Андріяшівка)
- Bałta (Балта)
- (Бендзари)
- (Березівка)
- (Білине)
- (Борсуки)
- (Червона Зірка)
- (Чернече)
- (Гербине)
- (Гольма)
- (Харитинівка)
- (Євтодія)
- (Кармалюківка)
- (Козацьке)
- Korytna[2] (Коритне)
- (Крижовлин)
- (Кринички)
- (Лісничівка)
- (Мирони)
- (Мошняги)
- (Немирівське)
- (Обжиле)
- (Оленівка)
- (Пасат)
- (Пасицели)
- Perejma (Перейма)
- (Перельоти)
- (Петрівка)
- Piszczana (Піщана)
- Płoske[3] (Плоске)
- Pużajków (Пужайкове)
- (Ракулове)
- (Савранське)
- (Саражинка)
- (Семено-Карпівка)
- (Сінне)
- (Шляхове)
- (Ухожани)
- (Відрада)
- (Волова)
- (Зелений Гай)